# Muhmed Ssegonga
Muhmed Ssegonga (ur. 12 grudnia 1970) – ugandyjski sędzia piłkarski.
Sędzia międzynarodowy FIFA od 2002 roku.
Pracuje na stanowisku głównego zarządcy w Ministerstwie Sprawiedliwości swojego kraju.

## Turnieje międzynarodowe
- Puchar Narodów Afryki (2008)